# Sonido de la Esperanza
Sonido de la Esperanza (SOH) es una red internacional de radio en lengua china. Junto con New Tang Dynasty Television y The Epoch Times, forma parte de una red de medios de comunicación creada por los practicantes del nuevo movimiento religioso Falun Gong. SOH se estableció en junio de 2003 para abordar la falta de una radio independiente en idioma chino en los Estados Unidos que esté libre del control o influencia del Partido Comunista Chino. SOH tomó el camino de convertirse en una radio pública china de propósito más general, sirviendo a la diáspora china en EE. UU., Europa, Australia, Japón y Corea del Sur a través de la radio AM/FM y a los chinos en China a través de la radio de onda corta.
Los programas de la radio en red SOH son principalmente de variedades chinas (mandarín y cantones). También tiene ediciones en inglés y español.
SOH tiene su sede en San Francisco, California y tiene dos direcciones principales. Una retransmite a los estadounidenses de origen chino en los Estados Unidos a través de AM/FM y el otro a China a través de la radio de onda corta. Cada dirección produce su propio contenido para su audiencia.
La radio estadounidense comenzó desde KSQQ FM 96.1, KVTO AM 1400 durante las horas de la tarde y la noche y se ha convertido en la radio china más grande de la región, agregando KEQB-LP FM 96.9 y KQEK-LP FM 92.9 como estaciones afiliadas. Ofrece noticias y programas de estilo de vida relacionados con la vida cotidiana de los chinos expatriados locales. Cubre una serie de cuestiones importantes que preocupan especialmente a los oyentes locales chinos, como informes electorales, debates sobre políticas locales, sequía en California, reconstrucción de la ciudad de Cupertino y la pandemia COVID-19. [cita requerida]
La radio de EE. UU. También proporciona programación de red a 14 radios FM afiliadas en chino, lo que hace que SOH sea la única red de radio en idioma chino en EE. UU. 
La radio de China transmite a China continental a través de más de 100 estaciones de onda corta. Los programas de SOH también se pueden escuchar a través de transmisión en línea y aplicaciones móviles.
SOH también produce programas de vídeo de YouTube que reciben audiencia popular. Los canales de YouTube como 江峰时刻 atraen a más de medio millón de fanes.

## General
El servicio transmite a China continental las 24 horas del día y es considerado como la mayor transmisión de radio de onda corta no gubernamental a China. Como resultado de esto y de los intentos regulares de transmitir a China, sus ondas aéreas dirigidas a China han sido interferidas y la recepción de radio de la estación en China no es buena.
Sonido de la Esperanza ha lanzado la aplicación para iPhone y Android para que los usuarios escuchen los programas.